# Cosimo Antonio Calabrò
Cosimo Antonio Calabrò (Villa San Giovanni, 19 maggio 1952) è un politico italiano, presidente della Provincia di Reggio Calabria dal 1998 al 2002.

## Biografia
Medico, impegnato in politica con la Democrazia Cristiana, dagli anni '80 è consigliere comunale a Villa San Giovanni, nel 1990 è eletto consigliere provinciale a Reggio Calabria, venendo anche nominato assessore. Nel giugno 1993 diventa sindaco di Villa San Giovanni.
Allo scioglimento della DC aderisce al Partito Popolare Italiano, alle elezioni politiche del 1994 si candida alla Camera nel collegio uninominale di Reggio Calabria (per il Patto per l'Italia), ottenendo il 24,7% senza risultare eletto. Nel 1997 viene confermato sindaco di Villa San Giovanni.
Alle elezioni provinciali di Reggio Calabria del 1998 è candidato alla presidenza dalla coalizione di centrosinistra e vince al primo turno con il 50,3%. Fra i fondatori de La Margherita in Calabria, alle elezioni provinciali di Reggio Calabria del 2002 è ricandidato alla presidenza dal centrosinistra, venendo sconfitto al primo turno dal candidato del centrodestra: rimane membro dell'opposizione in consiglio provinciale fino al 2005.
Dal 2003 è nuovamente consigliere comunale a Villa San Giovanni, ruolo che ricopre fino al 2015 in rappresentanza del PD.